# Зенки (Пермский край)
Зенки — деревня в составе Нытвенского городского округа в Пермском крае.

## Географическое положение
Деревня расположена в северной части округа примерно в 2.5 километрах по прямой на юго-запад от деревни Постаноги.

## Климат
Климат характеризуется как умеренно континентальный, с морозной снежной зимой и коротким тёплым летом. Средняя многолетняя температура самого холодного месяца (января) составляет −15…−18,5 °C, температура самого тёплого (июля) 15—18,5 °C. Длительность вегетационного периода (с температурой выше +5 °C колеблется от 145 до 165 дней. Среднегодовое количество осадков — 550—600 мм.

## История
Деревня известна с 1780 года как деревня Зинковых. Деревня до 2020 года входила в состав Постаноговского сельского поселения Нытвенского района. После упразднения обоих муниципальных образований входит в состав Нытвенского городского округа.

## Население
Постоянное население составляло 121 человек в 2002 году (97 % русские), 92 человека в 2010 году.